# Nad Tatrou sa blýska
Nad Tatrou sa blýska és l'himne nacional d'Eslovàquia. L'Himne va ser creat l'any 1844 durant la partida dels estudiants de Bratislava a Levoča. El text va ser escrit per Janko Matuška. L'any 1920, la primera estrofa va formar la part de l'Himne nacional txecoslovac. Des del 1993, després de la divisió en dos estats sobirans, les dues primeres estrofes van arribar a ser l'Himne nacional de la República Eslovaca.

## Lletra en eslovac
Nad Tatrou sa blýska,
hromy divo bijú.
Zastavme ich bratia,
ved' sa ony stratia,
Slováci ožijú.
To Slovensko naše
posiaľ tvrdo spalo.
Ale blesky hromu
vzbudzujú ho k tomu,
aby sa prebralo.

## Lletra en català
Els llamps sobre el Tatras,
els trons colpegen fortament.
Aturem-los, germans,
els veurem desaparèixer,
els eslovacs renaixeran.
La nostra Eslovàquia
fins ara dormia profundament.
Però les llums del tro
la remouran,
perquè es desperti.